# Chelsea College of Art and Design
Das Chelsea College of Art and Design ist eine Kunsthochschule im Londoner Stadtteil Pimlico der City of Westminster, die zur Universität der Künste London gehört und aus der Chelsea School of Art hervorgegangen ist. Am Chelsea College of Art and Design werden vor allem Fächer der bildenden Kunst und der angewandten Kunst gelehrt. Die Studenten können Abschlüsse als Bachelor und Master und seit Verleihung des Promotionsrechtes auch den Ph.D. erwerben.
Das Chelsea College of Art and Design entstand aus mehreren Londoner Schulen.
1895 wurde in Chelsea die South-Western Polytechnic gegründet, an der vor allem wissenschaftliche und technische Fächer in Tages- und Abendkursen gelehrt wurden. Darüber hinaus wurden auch Kunst, Kunsthandwerk und Musik angeboten. Die Schule wurde 1922 in Chelsea Polytechnic umbenannt. Ab Ende der 1920er Jahre wurde das Angebot der künstlerischen Fächer erweitert.
1908 entstand aus der Vereinigung der School of Art und der Hammersmith School of Art die Chelsea School of Art.
1964 wurde die Chelsea School of Art mit der Kunst-Fakultät der Chelsea Polytechnic zusammengeschlossen und eine „neue“ Chelsea School of Art gegründet, die 1986 in das London Institute integriert und 1989 in Chelsea College of Art and Design umbenannt wurde. 2004 erhielt das London Institute den Hochschulstatus und wurde in University of the Arts London umbenannt.

## Bekannte Lehrer
- 1927–1929: Graham Sutherland, britischer Maler, Lehrer für grafische Techniken
- 1932–1939: Henry Moore, englischer Bildhauer und Zeichner, Leiter der Bildhauerabteilung
- 1948–1960: Bernard Meadows, englischer Bildhauer
- 1958–1965: Lawrence Gowing, britischer Maler und Kunsthistoriker, ab 1964 erster Rektor der „neuen“ Chelsea School of Art
- 1959–1964: Leon Kossoff, britischer Maler
- 1963–1971: Patrick Caulfield, britischer Maler, Illustrator und Pop-Art-Künstler (Student von 1956 bis 1960)
- ab 1964: Anthony Hill, britischer Maler, Grafiker und Reliefkünstler
- 1966–1968: Bernard Cohen, britischer Maler und Grafiker
- seit 1977: Richard Deacon, britischer Künstler (Student von 1977 bis 1978, danach Gastdozent)
- seit 1984: Christian Hasucha, deutscher Installationskünstler (Lehraufträge)
- 1998: Mona Hatoum, palästinensisch-britische Künstlerin (Visiting Professor)

## Bekannte Absolventen
- Phyllida Barlow (1944–2023), britische Künstlerin
- Delphine von Belgien (* 1968), belgische Künstlerin
- John Berger (1926–2017), britischer Schriftsteller, Maler und Kunstkritiker
- Rolf Bier (* 1960), deutscher Künstler
- Quentin Blake (* 1932), britischer Cartoonist, Illustrator und Kinderbuchautor
- Dirk Bogarde (1921–1999), britischer Schauspieler und Schriftsteller
- Frank Bowling (* 1936), britischer Maler
- Christopher Le Brun (* 1951), britischer Maler
- Edward Burra (1905–1976), britischer Maler
- Jane Campion (* 1954), neuseeländische Filmregisseurin
- Anthony Caro (1924–2013), britischer Bildhauer
- Leonora Carrington (1917–2011), englische Malerin, Schriftstellerin und Dramatikerin
- Jacqueline Diffring (1920–2020), deutsch-britische Bildhauerin
- Peter Doig (* 1959), schottischer Maler
- Ralph Fiennes (* 1962), britischer Schauspieler
- Sophie Fiennes (* 1967). britische Filmregisseurin und -produzentin
- Laura Ford (* 1961), britische Bildhauerin
- Oliver Grajewski (* 1968), deutscher Comiczeichner, Künstler und Illustrator
- Jon Groom (* 1953), britischer Künstler
- David Hockney (* 1937), britischer Maler, Grafiker, Bühnenbildner und Fotograf
- Mark Hosking (* 1971), britischer Künstler
- David Kenworthy, 11. Baron Strabolgi (1914–2010), britischer Politiker
- Anish Kapoor (* 1954), indischer Bildhauer
- Steve McQueen (* 1969), britischer Künstler, Fotograf und Regisseur
- Mariko Mori (* 1967), japanische Multimediakünstlerin
- David Nash (* 1945), britischer Bildhauer und Land-Art-Künstler
- Paul Nash (1889–1946), englischer Maler
- Mariele Neudecker (* 1965), deutsche Künstlerin
- Chris Ofili (* 1968), britischer Maler und Bildhauer
- Fiona Pitt-Kethley (* 1954), britische Dichterin, Journalistin und Schriftstellerin
- Serge Poliakoff (1899/1900–1969), russischer Maler
- Alan Rickman (1946–2016), britischer Schauspieler und Theaterregisseur
- Elizabeth Shaw (1920–1992), irische Grafikerin und Kinderbuchautorin
- Mark Wallinger (* 1959), britischer Künstler
- Rebecca Warren (* 1965), britische Bildhauerin
- Gillian Wearing (* 1963), britische Künstlerin
- Bill Woodrow (* 1948), britischer Bildhauer und Zeichner
- Ossip Zadkine (1890–1967), belarussisch-französischer Maler und Bildhauer